# Telman Adigozalov
Telman Adigozalov (en azerí: Telman Adıgözəlov; Balakən, 17 de julio de 1953 – Bakú, 15 de abril de 2010) fue un actor de cine, teatro y de televisión de Azerbaiyán, artista del pueblo de la República de Azerbaiyán.

## Biografía
Telman Adigozalov nació el 17 de julio de 1953 en Balakən. En 1975 se graduó de la Universidad Estatal de Cultura y Arte de Azerbaiyán. En 1980 comenzó a trabajar en el Teatro Académico Estatal de Drama de Azerbaiyán. El actor recibió el título “Artista de Honor de la República de Azerbaiyán” en 2000 y “Artista del pueblo de la República de Azerbaiyán” en 2006.
Telman Adigozalov murió el 15 de abril de 2010 y fue enterrado en Bakú.

## Filmografía
- 1973 – “Nasimi”
- 1975 – “Cuatro domingos”
- 1977 – “El regalo”
- 1980 – “Evento de tráfico”
- 1980 – “Quiro entender”
- 1987 – “El hombre con gafas”
- 1993 – “El tren rojo”
- 1997 – “Ladrón de Bakú”
- 2005 – “Mashadi Ibad-94”

## Premios y títulos
- Premio Estatal de la RSS de Azerbaiyán
- Medalla al Trabajador Veterano
- Artista de Honor de la República de Azerbaiyán (2000)
- Artista del pueblo de la República de Azerbaiyán (2006)